# 西脇市立西脇病院
西脇市立西脇病院（にしわきしりつにしわきびょういん）は、兵庫県西脇市にある医療機関である。がん診療連携拠点病院や災害拠点病院、臨床研修病院などの指定を受けている。

## 沿革
- 1951年3月 - 町立西脇病院開設。
- 1952年4月 - 市制施行に伴い西脇市立西脇病院と改称。
- 1970年10月 - 病院を改築。
- 2009年11月 - 病院の建て替えが完了する。

## 診療科
- 内科
- 精神科
- 消化器内科
- 循環器内科
- 小児科
- 外科
- 整形外科
- 脳神経外科
- 皮膚科
- 泌尿器科
- 産婦人科
- 眼科
- 耳鼻咽喉科
- リハビリテーション科
- 放射線科
- 麻酔科
- 歯科
- 歯科口腔外科

## 交通アクセス
- JR加古川線西脇市駅からバスで約20分、西脇病院バス停下車もしくは新西脇駅から徒歩。

いずれも本数に注意を要する。